# Drzewo genealogiczne Mirskich herbu własnego

## Drzewo genealogiczne - linia I
```
Cyprian ŚWIATOPEŁK-MIRSKI
 (*ok. 
1710
)
~ Maria Billewicz
├─>
Tomasz
 (*
1738
) marszałek brasławski
├─>
Bogusław
 (*ok. 
1750
) podkomorzy brasławski
├─>
Stanisław Wojciech
 (*
1756
 †
1805
) pisarz wielki litewski
│  ~ Stanisława Koszczyc
│  ├─>
Aniela
 (*ok. 
1790
)
│  │  ~ N. Saunders
│  ├─>
Adam Napoleon
 (*ok. 
1790
)
│  │  ~ Ludwika Godlewska
│  ├─>
Maria
 (*ok. 
1790
)
│  │  ~ Stanisław Szumski
│  ├─>
Stanisława
 (*ok. 
1790
)
│  │  ~ Aleksander Wolski
│  └─>
Ewelina
 (*ok. 
1790
)
│     ~ Antoni Chrapowicki
└─>
Anna
 (*ok. 
1760
)
   ~ 
Tadeusz Światopełk-Mirski
 (*ok. 
1760
)
```

## Drzewo genealogiczne - linia II
```
Jan Stanisław ŚWIATOPEŁK-MIRSKI
 (*ok. 
1720
 †
1761
)
~ Joanna Rymsza
 └─>
Tadeusz
 (*ok. 
1760
)
    ~ 
Anna Światopełk-Mirska
 (*ok. 
1760
)
     ├─>
Tomasz
 (*
1788
 †
1852
)
     │  ~ Konstancja Włosowska
     │   ├─>
Kazimierz Ignacy Florian
 (*
1818
 †
1886
)
     │   │  ~[1] Franciszka Jagmin
     │   │  ┊├─>
Maria
 (*ok. 
1860
)
     │   │  ┊│  ~[1] Edward Wisłocki
     │   │  ┊│  ~[2] Sewer Grabowski
     │   │  ┊├─>
Czesław
 (*
1862
 †
1920
)
     │   │  ┊│  ~ Maria Antonina Fraget
     │   │  ┊│   ├─>
Julia
 (*
1890
 †
1981
)
     │   │  ┊│   │  ~ 
Stanisław Różyczka de Rosenwerth
 (*1885 †1955)
     │   │  ┊│   │   ├─>
Andrzej

     │   │  ┊│   │   ├─>
Jerzy

     │   │  ┊│   │   ├─>
Henryk

     │   │  ┊│   │   └─>
Włodzimierz

     │   │  ┊│   ├─>
Józef
 (*
1893
 †
1970
)
     │   │  ┊│   │  ~ Maria Aniela Albertyna ks. Radziwiłł
     │   │  ┊│   ├─>
Kazimierz
 (*
1899
? †
1941
) Poseł na Sejm Rzeczypospolitej
     │   │  ┊│   │  ~ Izabella hr. Potulicka
     │   │  ┊│   │   ├─>
Krzysztof
 (*
1925
 †
1944
)
     │   │  ┊│   │   └─>
Michał
 (*
1926
 †
1944
)
     │   │  ┊│   └─>
Maria
 (*
1901
 †
1998
)
     │   │  ┊│      ~ Ludwik Górski
     │   │  ┊├─>
Konstancja
 (*
1863
)
     │   │  ┊│  ~ Feliks Cichocki
     │   │  ┊└─>
Adela
 (*ok. 
1870
)
     │   │  ┊   ~ Kamil Tomasz Wydżga
     │   │  ~[2] Jadwiga Jagmin
     │   │   ├─>
Kazimierz

     │   │   └─>
Jadwiga

     │   │      ~ Franciszek Wisłocki
     │   ├─>
Adelajda
 (*ok. 
1820
)
     │   │  ~ Ignacy Stanisław Józef ks. Drucki-Lubecki
     │   ├─>
Maria
 (*ok. 
1820
)
     │   │  ~ Henryk Dominik Wincenty Łopaciński
     │   ├─>
Wiktor
 (*ok. 
1820
)
     │   │  ~ Laura Czyżewicz
     │   │   ├─>
Tekla
 (*ok. 
1840
)
     │   │   │  ~ Rajmund Guza
     │   │   ├─>
Wiktor
 (*ok. 
1845
)
     │   │   │  ~ N.N.
     │   │   │   └─>
Wiktor
 (*ok. 
1870
)
     │   │   │      ~ Teresa Maria Poklewska-Koziełł
     │   │   │       ├─>
Felicja
 (*ok. 
1890
)
     │   │   │       │  ~[1] N. Kątkowski
     │   │   │       │  ~[2] N. Szalkiewicz
     │   │   │       │  ~[3] N. Pfisterer
     │   │   │       ├─>
Jagoda
 (*ok. 
1890
)
     │   │   │       ├─>
Wanda
 (*ok. 
1890
)
     │   │   │       └─>
Wiktor
 (*ok. 
1890
 †po 
1939
)
     │   │   │          ~ Maria Wołczaska
     │   │   │           └─>
Wiktor
 (*ok. 
1930
)
     │   │   │              ~ Krystyna N.
     │   │   ├─>
Konstancja
 (*ok. 
1850
)
     │   │   │  ~ Artur Korsak
     │   │   ├─>
Maria
 (*ok. 
1850
 †
1938
)
     │   │   │  ~ Franciszek Oskierka
     │   │   ├─>
Mieczysław
 (*ok. 
1860
)
     │   │   ├─>
Laura
 (*ok. 
1860
)
     │   │   └─>
Jadwiga
 (*
1863
 †
1940
)
     │   │      ~ Wacław Oskierka
     │   ├─>
Alina
 (*
1826
)
     │   │  ~ August Franciszek Antoni Klott
     │   ├─>
Eugeniusz
 (*
1839
)
     │   │  ~ Katarzyna Piotrowska
     │   │   ├─>
Eugeniusz
 (*
1876
)
     │   │   ├─>
Aleksander
 (*ok. 
1880
)
     │   │   ├─>
Witalis
 (*ok. 
1880
)
     │   │   ├─>
Michał
 (*ok. 
1880
)
     │   │   └─>
Barbara
 (*ok. 
1880
)
     │   └─>
Zofia
 (*ok. 
1840
)
     │      ~ Mikołaj Wolski
     └─>
Brygida
 (*ok. 
1790
)
        ~ 
Klaudiusz Światopełk-Mirski
 (*ok. 
1810
)
```

## Drzewo genealogiczne - linia III
```
Jan ŚWIATOPEŁK-MIRSKI
 (*ok. 
1770
)
~ Tekla Burgundyfera Despot-Zenowicz
├─>
Jan
 (*ok. 
1810
)
│  ~ Michalina Osmulska
│  ├─>
Klaudia
 (*ok. 
1840
)
│  │  ~ Jan Jesman
│  ├─>
Wiesław
 (*ok. 
1840
)
│  │  ~ Józefa Korkowicz
│  │  ├─>
Jan

│  │  ├─>
Wiesław

│  │  └─>
Maria

│  └─>
Natalia
 (*ok. 
1840
)
│     ~ Eugeniusz Bouvier
└─>
Klaudiusz
 (*ok. 
1810
)
   ~ 
Brygida Światopełk-Mirska
 (*ok. 
1790
)
   └─>
Walentyna
 (*ok. 
1850
)
      ~[1] August ks. Ogiński
      ~[2] Franciszek Czerwiński
```

## Drzewo genealogiczne - linia IV
```
Hieronim ŚWIATOPEŁK-MIRSKI

~ Leokadia Strupińska
└─>
Luiza
 (†
1867
)
   ~ Mikołaj Filip ks. Radziwiłł
```

## Drzewo genealogiczne - linia V
```
Aleksander Paulin ŚWIATOPEŁK-MIRSKI
 (*ok. 
1760
)
~ Cecylia Misiura
└─>
Ignacy
 (*ok. 
1790
 †
1853
)
   ~ Franciszka Wazgird
   ├─>
Anna
 (†
1873
)
   │  ~ Marcin Korsak
   ├─>
Augusta
 (*ok. 
1820
 †
1882
)
   │  ~ Ignacy Korsak-Bobynicki
   ├─>
Bogumiła
 (*ok. 
1820
)
   │  ~ Ludwik Oskierka
   ├─>
Seweryn Serwacy
 (*ok. 
1820
)
   │  ~ Augusta Korsak
   ├─>
Ferdynand

   ├─>
Kornel

   ├─>
Andrzej

   └─>
Piotr
 (*
1822
)
      ~ Wincenta Korsak
      ├─>
Franciszka
 (*ok. 
1850
)
      ├─>
Maria
 (*ok. 
1850
)
      ├─>
Kazimierz
 (*ok. 
1850
)
      └─>
Władysław
 (*ok. 
1850
)
```

## Drzewo genealogiczne - linia VI
```
Franciszek Ksawery ŚWIATOPEŁK-MIRSKI
 (*ok. 
1760
)
~ Katarzyna Badowska
└─>
Tomasz Bogumił
 (*
1788
 †
1868
)
   ~ Marianna Nostitz-Jackowska
   ├─>
Dymitr
 (*
1824
 †
1899
) {"potwierdził" tytuł książęcy rodu w 
1861
 r.}
   │  ~ Zofia Orbeliani
   │  └─>
Piotr
 (*
1857
 †
1914
)
   │     ~ Katarzyna hr. Bobrińska
   │     └─>
Dymitr
 (*
1890
 †
1939
)
   └─>
Mikołaj
 (*
1833
 †
1898
)
      ~[1] Wiera księżniczka gruzińska z dynastii 
Bagratydów

      ~[2] Kleopatra Chynkow
      ├─>
Michał
(*
1870
 †
1938
)
      ├─>
Jan
 (*
1872
 †
1922
)
      │  ~[1] Nadia Engelhardt
      │  ├─>
Bazyli
 (*
1905
 †
1974
)
      │  │  ~[1] Maria Luiza Hayes
      │  │  ~[2] Lydia de Peucker
      │  │  ├─>
Irena
 (*
1931
)
      │  │  │  ~[1] Manfred de Conta
      │  │  │  ~[2] Eckard Futwangler
      │  │  ~[3] Agata Gockel
      │  ├─>
Tatiana
 (*
1907
)
      │  │  ~[1] Mikołaj Maksymow
      │  │  ~[2] Jerzy Iwanow
      │  ~[2] Barbara Rudnow
      ├─>
Dymitr
 (*
1874
 †
1950
)
      │  ~[1] Maria de Bellegarde
      │  ├─>
Aleksander
 (*
1899
)
      │  │  ~ Katarzyna Gabriela hr. Bnińska
      │  │  └─>
Andrzej Ingwar
 (*
1940
)
      │  ├─>
Mikołaj
 (*
1902
)
      │  ├─>
Michał
 (*
1904
)
      │  │  ~ Maria Chreptowicz-Biteniew
      │  │  └─>
Maria
 (*
1950
)
      │  │     ~ Charles A. Haile
      │  ├─>
Włodzimierz Karol
 (*
1907
)
      │  │  ~[1] Renee Grosse
      │  │  ├─>
Michał Jerzy
 (*
1934
)
      │  │  ├─>
Teresa Maria
 (*
1938
)
      │  │  │  ~ Maurice Laroche
      │  │  ├─>
Jan Ludwik
 (*
1946
)
      │  │  └─>
Bernadeta Klara
 (*
1948
)
      │  │     ~ Jan Claude Lacrouts
      │  ~[2] Krystyna Radziejowska
      │  ├─>
Katarzyna
 (*
1922
)
      │  │  ~[1] Platon Agallianos
      │  │  ~[2] Georgios Raymondos
      │  ├─>
Piotr
 (*
1923
)
      │  │  ~ 
Anastazja Olga Mirska
 (*
1935
)
      │  ~[3] Karolina Skopowska
      │  ~[4] Maria Andras Septelice
      ├─>
Włodzimierz
 (*
1875
 †
1906
)
      │  ~ Maria Gudim-Lewkowicz
      │  ├─>
Mikołaj
 (*
1899
)
      │  │  ~[1] Zofia von Strandman
      │  │  ├─>
Zofia
 (*
1924
)
      │  │  │  ~ Charles W. Matthey
      │  │  ├─>
Włodzimierz
 (*
1928
)
      │  │  │  ~ Eleonora Frances Shields
      │  │  │  └─>
Filip
 (*
1957
)
      │  │  ~[2] Vilma Kaupe
      │  └─>
Andrzej
 (*
1902
 †
1946
)
      │     ~ Stanisława Regina Siewruk
      │     ├─>
Jerzy Michał
 (*
1932
)
      │     │  ~ Anna Maria Marais
      │     │  ├─>
Andrzej
 (*
1955
)
      │     │  └─>
Zofia
 (*
1960
)
      │     └─>
Jan
 (*
1934
)
      │        ~ Adelaide Keen McKenzie
      │        ├─>
Mikołaj
 (*
1969
)
      │        └─>
Aleksander
 (*
1971
)
      └─>
Symeon
 (*
1885
 †
1917
)
         ~ Ludmiła Leliawska
         └─>
Symeon
 (*
1910
)
            ~[1] 
Nadia Mirska

            ├─>
Anastazja Olga
 (*
1935
)
            │  ~ 
Piotr Mirski
 (*
1923
)
            ├─>
Irena Jadwiga
 (*
1935
)
            │  ~ Michał Taratuchin
            └─>
Maria
 (*
1946
)
```